# Alamo (Indiana)
Alamo é uma cidade  localizada no estado americano de Indiana, no Condado de Montgomery.

## Demografia
Segundo o censo americano de 2000, a sua população era de 137 habitantes.
Em 2006, foi estimada uma população de 137, um aumento de 0 (0.0%).

## Geografia
De acordo com o United States Census Bureau tem uma área de
0,1 km², dos quais 0,1 km² cobertos por terra e 0,0 km² cobertos por água. Alamo localiza-se a aproximadamente 193 m acima do nível do mar.

## Localidades na vizinhança
O diagrama seguinte representa as localidades num raio de 16 km ao redor de Alamo.